# Premio Sor Juana Inés de la Cruz
Premio Sor Juana Inés de la Cruz właśc. Premio de Literatura Sor Juana Inés de la Cruz – nagroda literacka przyznawana za powieść hiszpańskojęzyczną napisaną przez kobietę. 
Nagroda Premio Sor Juana Inés de la Cruz przyznawana jest od 1993 roku, podczas Międzynarodowych Targów Książki w Guadalajarze. Wyjątek stanowił 2000 rok, gdy wyróżnienia nie przyznano. Nagradzane są powieści napisane po hiszpańsku przez kobiety, przy czym ich narodowość nie ma znaczenia. Zgłaszane utwory muszą ukazać się w nakładzie przynajmniej 1000 egzemplarzy. Laureatka otrzymuje nagrodę pieniężną w wysokości 10 000 dolarów amerykańskich oraz statuetkę przedstawiającą Juanę Inés de la Cruz – patronkę nagrody. 
Celem nagrody jest docenienie wkładu kobiet w literaturę hiszpańskojęzyczną. Pomysłodawczynią nagrody była nikaraguańska pisarka Milagros Palma. 

## Laureatki
- 2024: Gabriela Cabezón Cámara[4]
- 2023: María Ospina Pizano(inne języki)[5]
- 2022: Daniela Tarazona(inne języki) za Isla partida[6]
- 2021: Fernanda Trías(inne języki)
- 2020: Camila Sosa Villada
- 2019: María Gainza(inne języki)
- 2018: Clara Usón
- 2017: Nona Fernández
- 2016: Marina Perezagua(inne języki)
- 2015: Perla Suez
- 2014: Inés Fernández Moreno(inne języki)
- 2013: Ana García Bergua(inne języki)
- 2012: Lina Meruane(inne języki)
- 2011: Almudena Grandes(inne języki)
- 2010: Claudia Piñeiro
- 2009: Cristina Rivera Garza(inne języki)
- 2008: Gioconda Belli(inne języki)
- 2007: Tununa Mercado(inne języki)
- 2006: Claudia Amengual
- 2005: Paloma Villegas(inne języki)
- 2004: Cristina Sánchez-Andrade(inne języki)
- 2003: Margo Glantz(inne języki)
- 2002: Ana Gloria Moya(inne języki)
- 2001: Cristina Rivera Garza
- 1999: Sylvia Iparraguirre(inne języki)
- 1998: Silvia Molina(inne języki)
- 1997: Laura Restrepo
- 1996: Elena Garro(inne języki)
- 1995: Tatiana Lobo(inne języki)
- 1994: Marcela Serrano(inne języki)
- 1993: Angelina Muñiz-Huberman(inne języki)[3]